# Franz Weichsel
Franz Weichsel (* 20. Januar 1887 in Blankenberg (Ostpreußen); † 4. März 1964 in Magdeburg) war ein deutscher Politiker und Vizepräsident des Landtags von Sachsen-Anhalt.

## Leben
Nach dem Besuch der Volksschule absolvierte er eine kaufmännische Lehre. Er arbeitete dann in verschiedenen Anstellungen in seinem Beruf. Ab 1912 war er als Angestellter in einem großen Industriebetrieb tätig.
Schon als Jugendlicher zeigte sich Weichsel politisch und gewerkschaftlich interessiert. 1910 trat er der Zentrumspartei bei. In der Zeit ab 1918 war er im Wahlkreis Magdeburg-Anhalt und beim Provinzialverband Sachsen in führender Stellung tätig. Er wurde Kreisvorsteher eines zum damals christlich orientierten Deutschen Gewerkschaftsbund gehörenden Angestelltenverbandes. Er wurde Mitglied des Gauvorstandes für das Gebiet von Sachsen-Anhalt und Thüringen und gehörte dem Aufsichtsrat des Gesamtverbandes an.
Er war als Lagerist im Salbker Werk der Maschinenfabrik Buckau R. Wolf tätig und war Mitglied im unmittelbar nach Ende des Zweiten Weltkriegs im April/Mai 1945 gebildeten Betriebsrat des Werks. Ab Juli 1945 war er unbesoldeter Stadtrat in Magdeburg. Weichsel bemühte sich seit Anfang Mai 1945 gemeinsam mit Paul Gold ehemalige Mitglieder der Zentrumspartei im Magdeburger Gebiet zu sammeln. Nach Bekanntwerden des Gründungsaufrufs der CDU vom 26. Juni 1945 engagierte er sich dort. Seit Gründung des Bezirksverbandes Magdeburg der CDU war er Vorsitzender des Bezirksvorstandes.

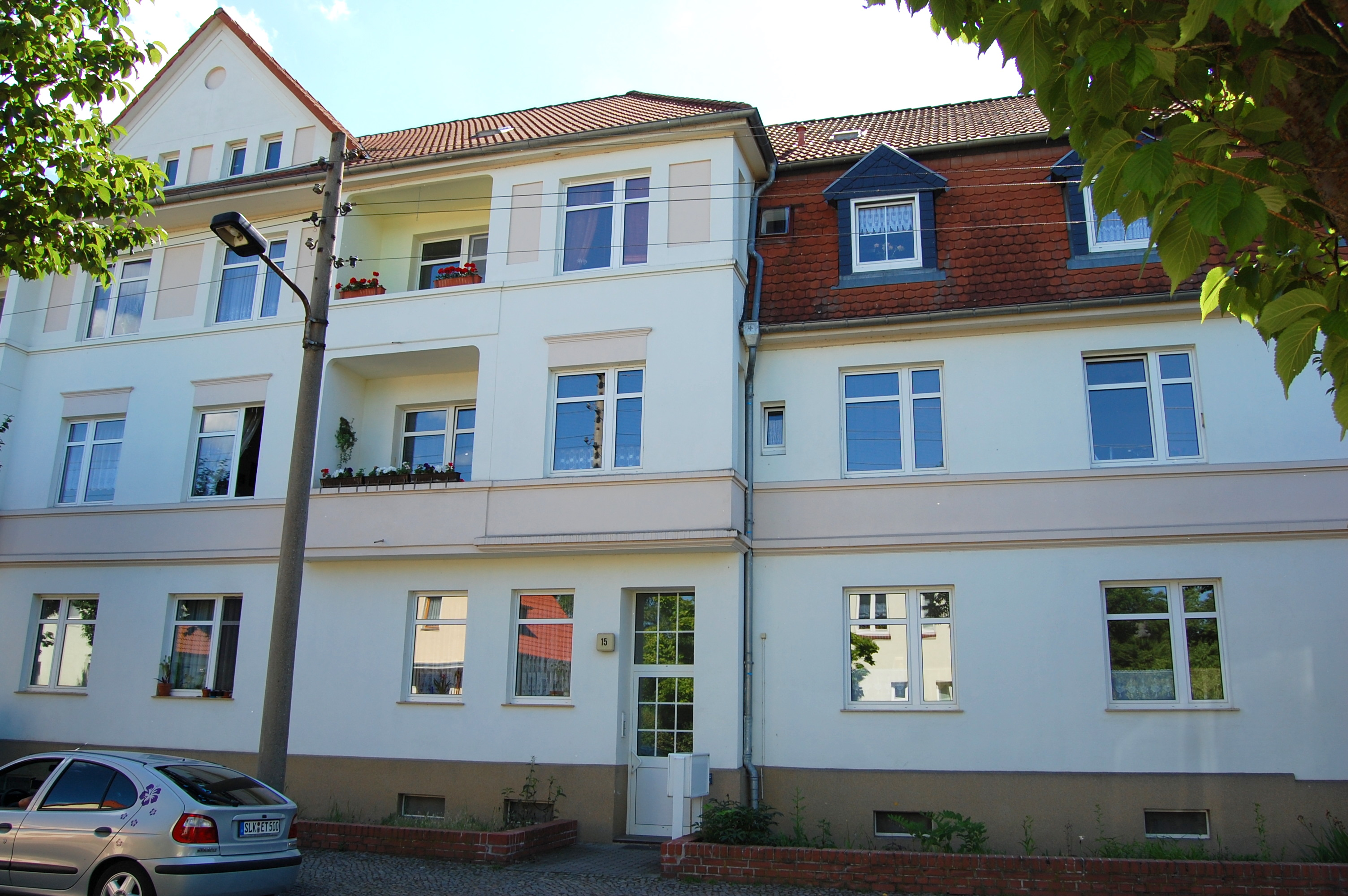
Wohnhaus in der Faberstraße 15 im Jahr 2010

Bei der ersten Wahl zum Landtag Sachsen-Anhalts im Jahr 1946 wurde er im Wahlbezirk 2 in den Landtag gewählt. Er gehörte dem Landtagsausschuss für Finanz-, Haushalts- und Steuerfragen an. Am 30. März 1950 wurde er Vizepräsident des Landtages. 
Weichsel galt als unangepasst. Der gegenüber den Vorstellungen der sowjetischen Besatzungsbehörden kooperative Landesvorsitzende der CDU, Leo Herwegen, kündigte in einer Vorstandssitzung vom 7. Februar 1946 an, „wegen der nicht ersprießlichen Parteiarbeit der CDU im Bezirk Magdeburg“ mit Weichsel sprechen zu wollen.
Im Zuge der stalinistischen Kampagnen gegen Oberbürgermeister Rudolf Eberhard (SED) und weitere kommunale Amtsträger wurde auch Weichsel aus seinem Amt als Stadtrat gedrängt. Weichsel hatte, wie auch Stadtrat Dr. Hans Schmidt (LDP) Bedenken gegen die Aufstellung gemeinsamer Wahllisten und eines gemeinsamen Programms aller Parteien geäußert. Später bejahte er den Entschluss der Parteien und Organisationen der DDR, ihre Kandidaten auf einer gemeinsamen Liste der Nationalen Front zusammenzufassen und unterzeichnete einen Aufruf der CDU an die Wähler zu den Kommunalwahlen am 23. Juni 1957. Am 26. Juni 1957 wurde er von Otto Nuschke mit der Ehrennadel der CDU ausgezeichnet.
Zumindest in den 1930er/1940er Jahren lebte er in der Faberstraße 15 im Magdeburger Stadtteil Fermersleben.